# Takuma Hamasaki
Takuma Hamasaki (浜崎 拓磨 Hamasaki Takuma?, nacido el 17 de febrero de 1993 en Settsu, Osaka) es un futbolista japonés que se desempeña como defensa en el Vegalta Sendai de la J1 League.

## Trayectoria

### Clubes
| Club           | País  | Año         |
| -------------- | ----- | ----------- |
| FC Osaka       | Japón | 2015 - 2016 |
| Mito HollyHock | Japón | 2017 - 2019 |
| Vegalta Sendai | Japón | 2020 -      |

## Estadística de carrera

### J. League
| Club           | Año   | J. League | J. League | Copa J. League | Copa J. League | Total | Total |
| Club           | Año   | Part.     | Goles     | Part.          | Goles          | Part. | Goles |
| -------------- | ----- | --------- | --------- | -------------- | -------------- | ----- | ----- |
| Mito HollyHock | 2017  | 19        | 0         | -              | -              | 19    | 0     |
| Total          | Total | 19        | 0         | 0              | 0              | 19    | 0     |